# Ochiai Masayuki
Masayuki Ochiai (sinh ngày 11 tháng 7 năm 1981) là một cầu thủ bóng đá người Nhật Bản.

## Sự nghiệp câu lạc bộ
Masayuki Ochiai đã từng chơi cho Kashiwa Reysol, Sagan Tosu, Kawasaki Frontale và Tochigi SC.